# Luis Aníbal Rodríguez Pardo
Luis Aníbal Rodríguez Pardo (ur. 12 stycznia 1915 w Punata, zm. 26 marca 2004) – duchowny katolicki Boliwii.
15 maja 1938 przyjął święcenia kapłańskie. 6 czerwca 1952 został minowany biskupem pomocniczym Santa Cruz de la Sierra, ze stolicą tytularną Thennesus. Konsekrowany na biskupa 5 października 1952. W okresie 17 czerwca 1953 – 28 lipca 1956 biskup diecezjalny Oruro, następnie biskup pomocniczy Cochabamba (tym razem ze stolicą tytularną Gergis).
22 maja 1958 mianowany biskupem diecezjalnym Santa Cruz de la Sierra, objął diecezję 5 sierpnia 1958. Od 26 lipca 1961 był ordynariuszem wojskowym Boliwii. 30 lipca 1975 diecezja Santa Cruz de la Sierra została podniesiona do rangi metropolii, a Rodríguez Pardo promowany na arcybiskupa. 6 lutego 1991 przeszedł w stan spoczynku.